# Pugillus Plantarum Novarum præsertim gallicarum
Pugillus Plantarum Novarum præsertim gallicarum (abreviado Mém. Acad. Natl. Sci. Lyon, Cl. Sci. vol. 1) es un libro con ilustraciones y descripciones botánicas que fue escrito por el botánico y taxónomo francés Claude Thomas Alexis Jordan y publicado en el año 1852.
"Pugillus Plantarum Novarum præsertim gallicarum" (Jan-Aug 1852) es una reimpresión de la revista Mém. Acad. Natl. Sci. Lyon, Cl. Sci. 1: 212-358. 1851. 